# Eparchie voznesenská
Eparchie Voznesensk je eparchie ukrajinské pravoslavné církve Moskevského patriarchátu.

## Území a titul biskupa
Zahrnuje správní hranice území Voznesenského, Kryvoozerského, Pervomajského, Vradijivského, Domanivského, Arbuzynského, Bratského, Veselynovského a Jelaneckého rajónu Mykolajivské oblasti.
Eparchiálnímu biskupovi náleží titul biskup voznesenský a pervomajský.

## Historie
Eparchie byla zřízena rozhodnutím Svatého synodu Ukrajinské pravoslavné církve dne 25. srpna 2012 oddělením od mykolajivské eparchie.

## Seznam biskupů
- od 2012 Olexij (Špakov)